# Liste des quartiers et des faubourgs de Belgrade

Blason de la Ville de Belgrade

Cette page présente une liste des quartiers et des faubourgs de Belgrade, la capitale de la Serbie. Chaque quartier ou faubourg est classé dans la municipalité où il est situé.
Le district de la Ville de Belgrade est divisé en 17 municipalités. La plupart de ces municipalités sont situées au Sud du Danube et de la Save dans la région de Šumadija. Trois municipalités, Zemun, Novi Beograd et Surčin, sont situées au nord de la Save dans la région de Syrmie, la municipalité de Palilula est, elle, située sur les deux rives du Danube, dans la région de Šumadija et dans le Banat.
Dix d’entre elles possèdent le statut de municipalité « urbaine » ; sept ont le statut de municipalité « périurbaine ». Les sept municipalités périurbaines sont, par définition, totalement situées en dehors des limites de la ville de Belgrade proprement dite. En revanche, sur les dix municipalités considérées comme « urbaines », six d'entre elles se situent totalement à l'intérieur des limites de la ville de Belgrade proprement dite, les quatre autres englobant des parties urbaines et des parties périurbaines.
Les municipalités de la Ville de Belgrade sont divisées en communautés locales (en serbe : месна заједница/mesna zajednica). Ce sont des unités administratives qui, la plupart du temps, ne correspondent pas à un faubourg ou à un quartier tels que les perçoivent leurs habitants. Leurs frontières sont fluctuantes, elles fusionnent entre elles ou, au contraire, sont divisées en unités plus petites, au gré de l'administration.
Dans la plupart des cas, particulièrement dans les secteurs anciens de Belgrade, les quartiers et les faubourgs proprement dits, indépendamment des découpages administratifs, n'ont pas de contours géographiques déterminés. Les Belgradois eux-mêmes ne sont pas toujours d'accord entre eux pour les délimiter.
Ces hésitations sont liées aux cas suivants :
- des limites formées au cours de l'Histoire, qui ont changé et qui parfois, de ce fait, se chevauchent (Palilula–Hadžipopovac–Profesorska Kolonija).
- des découpages en sous-quartiers ou, au contraire, l'appartenance à des quartiers plus importants (Čukarica–Banovo brdo–Čukarička Padina).
- différents noms attribués aux mêmes secteurs (Englezovac–Savinac–Vračar).
- des quartiers portant le même nom mais s'étendant au-delà des limites de la municipalité à laquelle ils appartiennent : par exemple, l'extrême ouest du quartier de Palilula, Jevremovac, fait partie de la municipalité de Stari grad et non de la municipalité de Palilula ;
- certains quartiers ou faubourgs sont situés en dehors d'un municipalité qui porte leur nom : c'est le cas de Selo Rakovica, qui appartient à la municipalité de Voždovac et non à celle de Rakovica ;
- les habitants d'un quartier considèrent qu'ils appartiennent à un autre quartier (Bežanija–Bežanijski Blokovi).

Toutes ces hésitations, liées à l'histoire, aux hasards des découpages administratifs, à la vie même des gens, reflètent toute la complexité de la vie sociale de l'humanité.

## Barajevo
Faubourgs :
| - Arnajevo - Baćevac - Barajevo - Bela Reka - Beljina | - Boždarevac - Dražanovac - Dubrave - Gaj - Glumčevo Brdo | - Guncati - Karaula - Lisović - Manić - Meljak | - Nenadovac - Pajšuma - Rašića Kraj - Ravni Gaj - Rožanci | - Srednji Kraj - Stara Lipovica - Suva Šuma - Šiljakovac - Taraiš | - Trebež - Veliki Borak - Vitkovica - Vranić |

## Čukarica
Quartiers
| - Ada Ciganlija - Azbestno Naselje - Banovo brdo - Bele Vode - Careva Ćuprija | - Cerak - Cerak II - Cerak Vinogradi - Čukarica - Čukarička Padina | - Filmski Grad - Golf Naselje - Julino Brdo - Košutnjak - Makiš | - Novi Železnik - Orlovača - Repište - Rupčine - Stari Cerak | - Sunčana Padina - Žarkovo - Žarkovo Selo - Železnik - Železnik Selo |

Faubourgs
| - Velika Moštanica - Ostružnica - Pećani - Rucka | - Rušanj - Sremčica - Umka |

## Grocka
Faubourgs :
| - Begaljica - Belo Brdo - Boleč - Brestovik | - Dražanj - Grocka - Kaluđerica - Kamendol | - Klenak - Leštane - Leštane Novo Naselje - Pudarci | - Radmilovac - Ritopek - Strnjike - Umčari | - Tranšped - Vinča - Vrčin - Zaklopača | - Živkovac |

## Lazarevac
Faubourgs :
| - Arapovac - Barzilovica - Baroševac - Bistrica - Brajkovac - Burovo | - Čibutkovica - Cvetovac - Dren - Dudovica - Junkovac - Kruševica | - Lazarevac - Leskovac - Lukavica - Mali Crljeni - Medoševac - Mirosaljci | - Petka - Prkosava - Rudovci - Sokolovo - Šopić - Stepojevac | - Strmovo - Stubica - Šušnjar - Trbušnica - Veliki Crljeni - Vrbovno | - Vreoci - Zeoke - Županjac |

## Mladenovac
Faubourgs :
| - Amerić - Beljevac - Beluće - Crkvine | - Dubona - Granice - Jagnjilo - Koraćica | - Kovačevac - Mala Vrbica - Markovac - Međulužje | - Mladenovac - Mladenovac Selo - Pružatovac - Rabrovac | - Rajkovac - Senaja - Šepšin - Velika Ivanča | - Velika Krsna - Vlaška |

## Novi Beograd
Quartiers :
| - Ada Međica - Airport City - Belville - Bežanija - Bežanijska kosa | - Blokovi - Delta City - Dr Ivan Ribar - Fontana - Ledine | - Mala Ciganlija - Novi Beograd - Paviljoni - Savograd - Savski Nasip | - Staro Sajmište - Studentski grad - Tošin Bunar - Ušće |

## Obrenovac
Faubourgs :
| - Baljevac - Barič - Belo Polje - Brgulice - Brović | - Draževac - Dren - Grabovac - Jasenak - Konatice | - Krtinska - Ljubinić - Mala Moštanica - Mislođin - Obrenovac | - Orašac - Piroman - Poljane - Ratari - Rvati | - Skela - Stubline - Trstenica - Urovci - Ušće | - Veliko Polje - Vukićevica - Zabrežje - Zvečka |

## Palilula
Quartiers :
| - Ada Huja - Blok Braća Marić - Blok Branko Momirov - Blok Grga Andrijanović - Blok Sava Kovačević - Blok Sutjeska - Blok Zaga Malivuk - Bogoslovija | - Ćalije - Čaplja - Deponija - Dunav City - Dunavski Venac - Hadžipopovac - Karaburma - Karaburma II - Karaburma-Dunav | - Kotež - Kožara - Krnjača - Lešće - Mika Alas - Nova Karaburma - Paliula - Partizanski Blok - Profesorska Kolonija | - Reva - Rospi Ćuprija - Stara Karaburma - Tašmajdan - Viline Vode - Vilingrad - Višnjica - Višnjička Banja - Višnjičko Polje |

Faubourgs :
| - Besni Fok - Borča - Dunavac - Glogonjski Rit - Jabučki Rit - Kovilovo - Ovča - Padinska Skela | - Preliv - Slanci - Široka Bara - Široka Greda - Veliko Selo |

## Rakovica
Quartiers :
| - Jelezovac - Kanarevo brdo - Kijevo - Kneževac | - Labudovo brdo - Miljakovac - Miljakovac I - Miljakovac II | - Miljakovac III - Petlovo brdo - Pionirski grad - Rakovica | - Resnik - Skojevsko naselje - Straževica - Sunčani breg | - Vidikovac - Vidikovačka padina |

## Savski venac
Quartiers :
| - Bara Venecija - Dedinje - Diplomatska kolonija - Gospodarska mehana | - Karađorđev park - Lisičji potok - Mostarska petlja - Prokop | - Savamala - Senjak - Stadion - Topčider | - Topčidersko brdo - Zapadni Vračar - Zeleni venac |

## Sopot
Faubourgs :
| - Babe - Drlupa - Dučina | - Đurinci - Gruberevac - Mala Ivanča | - Mali Požarevac - Nemenikuće - Parcani | - Popović - Ralja - Rogača | - Ropočevo - Sibnica - Slatina | - Sopot - Stojnik |

## Stari grad
Quartiers :
| - Andrićev venac - Dorćol - Jalija - Jevremovac | - Kalemegdan - Kopitareva gradina - Kosančićev venac - London | - Skadarlija - Stari grad - Studentski trg - Terazije | - Terazijska Terasa - Trg Nikole Pašića - Trg Republike |

## Surčin
Faubourgs :
| - Bečmen - Boljevci |  | - Dobanovci - Jakovo | - Ključ - Progar | - Petrovčić - Radio Far | - Surčin |

## Voždovac
Quartiers :
| - Autokomanda - Banjica - Banjica II - Braće Jerković - Braće Jerković II - Braće Jerković III - Dušanovac | - Jajinci - Kumodraž - Kumodraž I - Kumodraž II - Lekino brdo - Mala Utrina - Marinkova bara | - Medaković - Medaković I - Medaković II - Medaković III - Mitrovo brdo - Pašino brdo - Selo Rakovica | - Siva Stena - Šumice - Torlak - Trošarina - Veljko Vlahović - Voždovac |

Faubourgs :
| - Beli Potok - Bubanj Potok - Gaj - Pinosava | - Ripanj - Stepin Lug - Šuplja Stena - Zuce |

## Vračar
Quartiers :
| - Crveni krst - Cvetni trg - Čubura | - Englezovac - Gradić pejton - Kalenić | - Krunski venac - Neimar - Savinac | - Slavija - Vračar |

## Zemun
Quartiers :
| - Altina - Bački Ilovi - Batajnica - Crveni barjak - Ćukovac - Donji Grad - Galenika - Gardoš - Gornji Grad - Goveđi brod | - Jelovac - Kalvarija - Kamendin - Karađorđev trg - Kolonija Zmaj - Lido - Mala pruga - Malo ratno ostrvo - Meandri - Muhar | - Novi Grad - Plavi horizonti - Retenzija - Sava Kovačević - Šangaj - Školsko dobro - Sutjeska - 13. maj - Veliko ratno ostrvo - Vojni Put I | - Vojni Put II - Zemun - Zemun Bačka - Zemun polje - Zemunski kej - Železnička kolonija |

## Zvezdara
Quartiers :
| - Bulbulder - Crveni krst - Cvetanova ćuprija - Cvetkova pijaca - Denkova bašta - Đeram | - Konjarnik - Konjarnik I - Konjarnik II - Konjarnik III - Lion - Lipov Lad | - Mali Mokri Lug - Mirijevo - Mirijevo II - Mirijevo III - Mirijevo IV - Novo Mirijevo | - Orlovsko naselje - Padina - Rudo - Slavujev venac - Stari Đeram - Staro Mirijevo | - Učiteljsko naselje - Veliki Mokri Lug - Vukov spomenik - Zeleno brdo - Zvezdara - Zvezdara II |